# Колунга, Фернандо
Фернандо Колунга Оливарес (исп. Fernando Colunga Olivares; род. 3 марта 1966, Мехико, Мексика) — мексиканский актёр.

## Биография
Родился 3 марта 1966 года в Мехико в семье дона Фернандо Колунги и доньи Маргариты Оливарес. Единственный ребёнок в семье.
По образованию инженер, но никогда не работал по профессии. Однажды решил пройти кастинг на одну из театральных постановок и неожиданно был принят. Вскоре он поступает на курсы в Центре художественного образования при «Телевисе» (CEA). Начал свою актёрскую карьеру в театре и до сих пор продолжает участвовать в различных постановках. Сниматься в кино он начал в качестве дублёра на съёмочной площадке телесериала «Сладкое желание», где заменил Эдуардо Яньеса. Большую известность актёр приобрёл после выхода на экран сериала «Истинная любовь», где он сыграл в паре с Аделой Норьегой. За работу в этом сериале оба получили награды в номинации «Лучший актёр» и «Лучшая актриса» соответственно.

## Личная жизнь
Никогда не был женат, но состоял в отношениях с Талией.

## Фильмография
| Год       |   | Русское название             | Оригинальное название     | Роль                               |
| --------- | - | ---------------------------- | ------------------------- | ---------------------------------- |
| 1988—1989 | с |                              | Dulce desafío             | дублёр                             |
| 1990      | с |                              | Cenizas y diamantes       |                                    |
| 1991      | с |                              | Alcanzar una estrella II  |                                    |
| 1991      | с |                              | Madres egoístas           | Хорхе                              |
| 1992      | с | Мария Мерседес               | María Mercedes            | Чичо                               |
| 1993—1994 | с | Там за мостом                | Más allá del puente       | Валерио Рохас                      |
| 1994      | с | Маримар                      | Marimar                   | Адриан Росалес                     |
| 1995      | с | Алондра                      | Alondra                   | Рауль Гутьеррес                    |
| 1995—1996 | с | Мария из предместья          | María la del barrio       | Луис Фернандо де Лавега            |
| 1997      | с | Эсмеральда                   | Esmeralda                 | Хосе Армандо Пенарреаль де Валеско |
| 1998      | с | Узурпаторша                  | La usurpadora             | Карлос Даниэль Брачо               |
| 1998      | ф | Узурпаторша: Продолжение     | Más allá de la usurpadora | Карлос Даниэль Брачо               |
| 1999      | с | Мне не забыть тебя           | Nunca te olvidaré         | Луис Густаво Урубе де Валье        |
| 1999—2000 | с |                              | Cuento de Navidad         | Хайме                              |
| 2000—2001 | с | Обними меня крепче           | Abrázame muy fuerte       | доктор Карлос Мануэль Ривера       |
| 2001—2002 | с |                              | Navidad sin fin           | Педро                              |
| 2003      | с | Истинная любовь              | Amor real                 | Мануэль Фуэнтас Герра              |
| 2005—2006 | с | Рассвет                      | Alborada                  | Луис Манрике-и-Арельяно            |
| 2007—2008 | с | Страсть                      | Pasión                    | Риккардо де Саламанка-и-Альмонте   |
| 2008—2009 | с | Завтра — это навсегда        | Mañana es para siempre    | Эдуардо Хуарес Крус                |
| 2010      | с | Я твоя хозяйка               | Soy tu dueña              | Хосе Мигель Монтесинос             |
| 2012—2013 | с | Потому что любовь решает всё | Porque el amor manda      | Хесус Гарсиа                       |
| 2015—2016 | с | Страсть и власть             | Pasión y poder            | Эладио Гомес Луна                  |

## Награды и признание
- 1998 — Premios TVyNovelas Лучшая главная мужская роль «Эсмеральда»
- 2000 — Premios El Heraldo de México Лучшая главная мужская роль «Обними меня крепче»
- 2001 — Premios TVyNovelas Лучшая главная мужская роль «Обними меня крепче»
- 2004 — Premios TVyNovelas Лучшая главная мужская роль «Истинная любовь»
- 2004 — ACE Awards Лучший актер сценического телевидения «Истинная любовь»
- 2006 — Premios TVyNovelas Лучшая главная мужская роль «Рассвет»
- 2007 — ACE Awards Лучший актер сценического телевидения «Рассвет»
- 2007 — Premios Juventud Какая игра! «Вор, укравший у вора»
- 2009 — Premios Juventud Лучший актер «Завтра — это навсегда»
- 2009 — Premios People en Español Лучшая пара (с Сильвией Наварро) «Завтра — это навсегда»
- 2010 — Premios People en Español Лучший актер «Я твоя хозяйка»
- 2011 — Premios TVyNovelas Лучшая главная мужская роль «Я твоя хозяйка»
- 2012 — Premios Juventud За многолетнюю успешную актёрскую карьеру
- 2016 — Premios TVyNovelas Лучший злодей «Страсть и власть»[1]

## Интересные факты
- В честь Фернандо Колунги названа сербская дэт-метал-группа Fernando Colunga Ultimate Experience[англ.][2][3][4][5].